# エリス・ヤーナル・ベリー
エリス・ヤーナル・ベリー（英語: Ellis Yarnal Berry、1902年10月6日 - 1999年4月1日）は、アメリカ合衆国の政治家。所属政党は共和党員。 連邦下院議員を10期務めた。

## 経歴・人物
ベリーは1902年10月6日にアイオワ州ライアン郡ラーチウッドで生まれ、サウスダコタ州フィリップの高校を卒業。1920年にモーニングサイド・カレッジに入学した。その後、サウスダコタ大学に編入して、1927年に学士号 (法律)を取得して卒業した。同年、卒業証書特権を利用して、弁護士資格を取得して、サウスダコタ州ライマン郡ケネベック町で弁護士活動を開始。サウスダコタ州検事、マクラフリン市長、コーソン郡遺言検認裁判所判事を歴任した。
1938年からサウスダコタ州上院議員を2期連続で務めた後、州知事の立法補佐官や州教育委員会の委員を務めた。1950年選挙に出馬し、民主党のマートン・B・タイスを破って連邦下院議員に選出され、10期連続で再選されたが、1971年に引退した。
政界を離れた後、サウスダコタ州ラピッドシティに居を構え、1999年に亡くなった。

## 政治的立場
1966年に保守的な政治団体リバティー・ロビーはベリーが議会で行った「右翼的な（right-wing）活動」を評価し、「Statesman of the Republic」賞を授与した。
ベリーは下院議員時代に外交委員会と内務・島嶼委員会に所属し、サウスダコタ州のアメリカ先住民の支援政策に注力した。

## エポニム
E.Y.ベリー図書館学習センター：ブラック・ヒルズ州立大学にある施設。ベリーは下院議員を引退後、同大に下院議員時代の資料を寄贈している。